# Hemitelia sagittifolia
Hemitelia sagittifolia là một loài dương xỉ trong họ Cyatheaceae. Loài này được Jenman mô tả khoa học đầu tiên năm 1898.
Danh pháp khoa học của loài này chưa được làm sáng tỏ. 